# Spidey Meets the President!
Spidey Meets the President! (рус. Паучок встречает президента!) — дополнительный сюжет выпуска The Amazing Spider-Man #583, изданный Marvel Comics в 2009 году. Комикс был опубликован за неделю до инаугурации Барака Обамы, и сам Обама изображён на обложке, показывающий поднятый вверх палец в знак одобрения Человеку-пауку.

## Сюжет
Питер Паркер в качестве фотографа отправляется на инаугурацию нового президента Соединённых Штатов — Барака Обамы. Во время церемонии подъезжает лимузин, из которого появляется второй Обама. Охрана президента в замешательстве, и Питер вынужден надеть костюм Человека-паука и выяснить, кто из двух президентов настоящий, путём вопросов, ответить на которые смог бы только настоящий Обама. Он спрашивает о его прозвище в колледже, на что настоящий Барак говорит, что его называли по имени, а поддельный начинает злиться и разоблачает себя — суперзлодея Хамелеона. Человеку-пауку удаётся его схватить и передать секретным службам. Барак Обама выражает благодарность герою и говорит, что является его поклонником. В конце, новый президент принимает присягу, а Человек-паук сидит на Монументе Вашингтону.

## Реакция
Реакция публики на выход сюжета была неоднозначной. Некоторые считали, что это просто трюк в надежде на высокие продажи, а некоторые отмечали хороший способ объединить поп-культуру и политику. Сюэлл Чан из New York Times стал свидетелем того, как люди в холодную погоду стояли у на Манхэттене в день выхода спецвыпуска комикса, в надежде успеть его купить. «Человек-паук — мой герой», — сказала 58-летняя Мелани Сенфилд. — «Я ни разу в жизни не покупала комиксов, но я люблю Барака. И я никогда не продам этот выпуск на eBay. Это для меня». Продажи выпуска #583 составили 350 000 копий, в то время как обычно средние продажи всех выпусков серии The Amazing Spider-Man, вышедших за месяц, составляют примерно 70 000.